# David Adler
David Adler (Nueva York, 13 de abril de 1935-Lexington, 31 de marzo de 1987) fue un físico y educador estadounidense. Se desempeñó como profesor del Instituto de Tecnología de Massachusetts. En física de la materia condensada, hizo importantes contribuciones a la comprensión de los óxidos de metales de transición, las propiedades electrónicas de materiales de baja movilidad, los fenómenos de transporte en materiales amorfos, las transiciones entre metales y aislantes y los defectos electrónicos en semiconductores amorfos.

## Biografía
Nació en El Bronx de Nueva York, hijo de inmigrantes rusos y asistió a Bronx High School of Science. Luego recibió su licenciatura en el Instituto Politécnico Rensselaer (RPI) en 1956 y un doctorado en física por la Universidad de Harvard en 1964. En Harvard, inició una tesis sobre la teoría cuántica de campos asesorada por Julian Schwinger; pero Schwinger, quien ha sido criticado por ignorar a sus estudiantes de posgrado, perdió el borrador de la tesis de Adler, y Adler cambió la dirección de su investigación, completando su doctorado sobre la teoría de las transiciones de semiconductor a metal con Harvey Brooks.
Luego, trabajó durante un año como investigador asociado en el Atomic Energy Research Establishment (AERE) en Harwell, Reino Unido. Luego se convirtió en investigador asociado del Instituto de Tecnología de Massachusetts (MIT) en 1965, ascendiendo a profesor titular en el departamento de ingeniería eléctrica e informática en 1975. Durante su carrera relativamente corta, publicó casi 300 artículos en revistas técnicas y presentó más de 80 artículos invitados en reuniones científicas en todo el mundo.
En particular, era un experto en semiconductores amorfos, sustancias vítreas que carecen de la estructura atómica precisa de los cristales semiconductores. Como colaborador de Stanford Ovshinsky y otros físicos en Energy Conversion Devices, Inc., donde Adler consultó, publicó extensamente sobre conversión de energía solar fotovoltaica y dispositivos de memoria y conmutación de umbral. También fue reconocido por la “originalidad y claridad” de sus artículos de revisión, que han sido descritos como “entre los más claros y mejor escritos en cualquier campo de la ciencia y la tecnología”.
Jugó un papel clave en el desarrollo y funcionamiento del Concourse del MIT, un pequeño programa de estudios interdisciplinario para estudiantes universitarios. Dado que el era “considerado como uno de los profesores de pregrado más destacados de su departamento” y encabezaba su programa de tesis de pregrado, el MIT estableció en su honor el Premio Anual de Tesis en Memoria de David Adler a la Tesis de Pregrado Sobresaliente. Desde entonces, este honor se ha reconfigurado como el Premio de Tesis en Memoria de David Adler por su destacada tesis de Maestría en Ingeniería en Ingeniería Eléctrica.
Era miembro de la Sociedad Estadounidense de Física, que también creó un premio anual en su honor, el David Adler Lectureship Award in the Field of Materials Physics. Se desempeñó como editor regional del Journal of Non-Crystalline Solids, editor asociado del Materials Research Bulletin y miembro del consejo editorial de la publicación Semiconductors & Insulators.
También era muy conocido en la comunidad de la física por su amor y conocimiento de la buena comida y los viajes por el mundo. Estuvo casado con la bioquímica Alice J. Adler durante 29 años, hasta su fallecimiento.